# L'Egleisa
L'Egleisa aus Bòscs (en francès L'Église-aux-Bois) és un municipi francès situat al departament de la Corresa i a la regió de la Nova Aquitània.

## Demografia
| 1962                                       | 1968 | 1975 | 1982 | 1990 | 1999 | 2007 |
| ------------------------------------------ | ---- | ---- | ---- | ---- | ---- | ---- |
| 128                                        | 139  | 98   | 75   | 59   | 41   | 37   |
| Des de 1962: població sense dobles comptes |      |      |      |      |      |      |

## Administració
| Període   | Identitat                | Partit |
| --------- | ------------------------ | ------ |
| 2001-2008 | Hubert Besnier           |        |
| 2008-2020 | Simone Jamilloux-Verdier |        |